# Burg Thurndorf
Die Burg Thurndorf ist eine abgegangene mittelalterliche Ministerialenburg in dem Gemeindeteil Thurndorf der oberpfälzischen Gemeinde Kirchenthumbach im Landkreis Neustadt an der Waldnaab. Die Anlage wird als Bodendenkmal unter der Aktennummer D-3-6235-0016 als „mittelalterlicher Burgstall mit Turmruine und der auf eine Burgkapelle zurückgehenden katholischen Pfarrkirche St. Jacobus Maior in Thurndorf“ geführt.

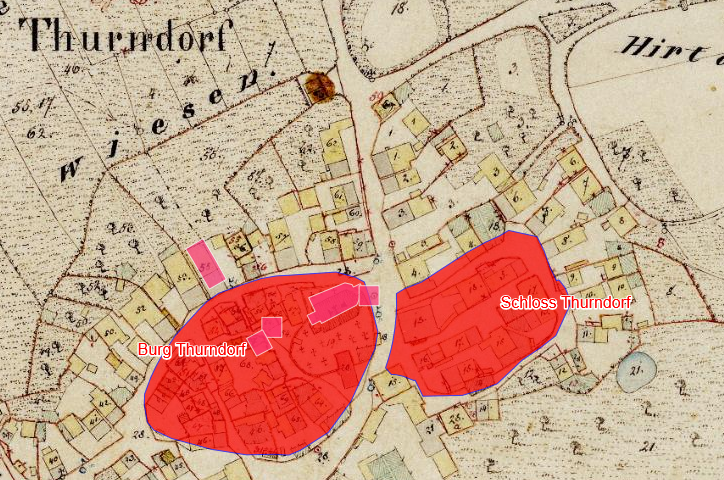
Lageplan von Burg und Schloss Thurndorf auf dem Urkataster von Bayern

## Lage
Die nur noch aus einem Turmstumpf und wenigen Mauerresten bestehende Anlage liegt neben der Pfarrkirche St. Jacobus Maior inmitten des Gemeindeteiles Thurndorf von Kirchenthumbach an der nordwestlichen Grenze des Regierungsbezirks Oberpfalz zum Regierungsbezirk Oberfranken. Die ehemalige Burg ist mit dem dort nahe gelegenen Creußen aus historischen Gründen verbunden. Thurndorf liegt in einer geologischen Grenzlage zwischen der Fränkischen Alb und dem Oberpfälzer Bruchschollenland. Die geologischen Strukturen südlich bis westlich von Thurndorf gehören zum Malm und der Oberkreide und bestehen aus Kalkstein; östlich liegen Buntsandsteinvorkommen aus der Trias. Der Ort entstand im Nahbereich der mittelalterlichen Fernstraßen zwischen Nürnberg nach Böhmen und war an die sogenannte Eger-Straße angebunden. Der Forchheimer Weg verlief südlich von Thurndorf von Auerbach über Kirchenthumbach zum Rauhen Kulm.
Die Burg liegt auf einem mäßig nach Südwesten abfallenden Höhenrücken. Die Burganlage hatte einst eine Ausdehnung von 100 × 130 m, die höchste Erhebung in der Kernburg betrug 586 m, das etwa zwei km südlich gelegene Goldbrunnen- und Mühlbachtal (linker Zufluss zur Pegnitz) liegt auf 475 bzw. 505 m ü. NN. Die relativ große Ausdehnung und die archäologischen Befunde lassen darauf schließen, dass die Anlage ab dem 12. Jahrhundert zweigeteilt war mit einer im Osten gelegenen Hauptburg und einer nach Westen und Südwesten vorgelagerten Vorburg. Archäologische Befunden lassen vermuten, dass die Anlage mit einem vorgelagerten Graben nach Süden und Norden gesichert war. Das ursprüngliche Tor dürfte im südwestlichen Burgareal gelegen haben. Der Altweg von Altzirkendorf nach Hagenohe führte an der Südflanke der Burg vorbei.

## Geschichte
Eine erste Holz-Stein-Erde-Anlage in Thurndorf wurde 1003 in Zusammenhang mit der Schweinfurter Fehde zwischen König Heinrich II. und den aus dem Geschlecht der Grafen von Schweinfurt stammenden Heinrich von Schweinfurt genannt. Diese Anlage dürfte bei dieser Fehde zerstört worden sein. Die Besitzungen der Schweinfurter im Nordgau gingen dann zeitweise an Berengar über, der als Stammvater der Grafen von Sulzbach angesehen wird. Nach dem Zusammenbruch der Schweinfurter Herrschaft dürfte die Anlage wüst gelegen haben, bevor sie an die Sulzbacher überging. Bei den Grabungskampagnen (s. u.) wurden Reste eines Holzbaues aus der Zeit um 1000 gefunden, die aber nicht eindeutig diesem frühen Bau zugeordnet werden können. Die ältesten gemachten Keramikfunde sind zwischen spätem 8. und 10. Jahrhundert zu datieren und deuten auf einen Siedlungsbeginn in karolingisch-ottonischer Zeit hin. Der steinerne Burgbau in Thurndorf dürfte – wie archäologische Befunde zeigen – in der Salierzeit um 1100 begonnen haben.
„Sigboto I. von Thurndorf“ wurde erstmals 1121 in der Bamberger Urkunde für das Kloster Michelfeld als Bamberger Ministeriale genannt. Seit 1144 zählen die Thurndorfer zu den Ministerialen der Grafen von Sulzbach, die reich mit Vogteigütern des Bistums ausgestattet waren. Auch außerhalb des lokalen Raumes erschienen die Thurndorfer im Gefolge der Sulzbacher Grafen. So trat Luitpold von Thurndorf, Sohn von Sigboto I. bei einer Schenkung an die Gefürstete Propstei Berchtesgaden auf oder bei einer Schenkung an das Kloster Reichenbach, auch bei einem Rechtsakt mit dem von Graf Berengar I. von Sulzbach um 1107/09 gegründeten Kloster Baumburg ist er als Urkundenzeuge genannt. Ein Bruder des Luitpold von Thurndorf war Sigboto II. von Thurndorf, aus der Enkelgeneration wurden noch Konrad, Sigboto III. und Heinrich genannt, welche 1188 ihr Gut Troschenreuth an das Kloster Michelfeld stifteten; sie alle waren Ministeriale der Sulzbacher Grafen.
Nach dem Tod von Graf Gebhard III. von Sulzbach 1188 kamen durch Ankauf von den Erbtöchtern die sulzbachschen Eigengüter Thurndorf, Creußen, Hahnbach und Parkstein samt Floß an Kaiser Friedrich Barbarossa. Damit schuf dieser einen direkten Anschluss an die Region Eger, die nach dem Tod des Markgrafen Diepold III. († 1146) als erledigtes Reichslehen eingezogen wurde und in der zweiten Hälfte des 12. Jahrhunderts zu dem Reichsterritorium Provincia  Egrensis oder terra Egrensis umgestaltet wurde. Luitpold von Thurndorf wird seinen späteren Herren bereits 1183 in Eger anlässlich der Schenkung für Berchtesgaden kennengelernt haben. Konrad von Thurndorf wurde als staufischer Ministeriale im Dienste des Philipp von Schwaben genannt. Die Herren von Thurndorf stiegen somit in die Reichsministerialität auf. Sie stifteten damals auch ein Erbbegräbnis im Kloster Michelfeld. Aus dieser Zeit stammt der aus Quaderbuckeln errichtete Turm in Thurndorf.
In der Endzeit der Stauferherrschaft suchten sich die Thurndorfer die Walpoten als neue Lehensherren aus und traten auch in enge Beziehungen zu den Landgrafen von Leuchtenberg. Diese waren durch die Verehelichung der zweiten Erbtochter der Herren von Pettendorf Heilwiga mit Gebhard I. von Leuchtenberg in der nördlichen Oberpfalz zu Besitz gekommen. Die Thurndorfer und die Leuchtenberger schädigten wegen angemaßter Vogteirechte das Kloster Speinshart. Dieses bat König Konrad IV. um Hilfe und 1235 beauftragte der König den Egerer Landrichter Ramung I. von Kammerstein, das Kloster Speinshart gegen Heinrich und Konrad von Thurndorf in Schutz zu nehmen. Die Auseinandersetzung wurde 1241 zu Gunsten des Klosters entschieden, das Kloster sollte neben dem Kaiser keine Vogtei haben. Zu den Besitzungen der Herren von Thurndorf gehörte auch Eschenbach, der Marktort des Klosters Speinshart.
1251 wurde Herzog Otto der Erlauchte von Bayern – vermutlich durch Kauf – Landesherr. Im bayerischen Salbuch von 1285 ist das umfangreiche Amt Thurndorf beschrieben, in das auch die Besitzungen der Herren von Thurndorf eingegangen WAREN, etwa Sachsenreuth, das seit langem öd liegende Windischendorf oder Heinersreuth. Daneben sind die Besitzungen aus der Rodungstätigkeit zu nennen, welche die Thurndorfer in Konkurrenz zu den Herren von Pettendorf ausübten. Das Erbe der Pettendorfer kam über die erste Erbtochter Heilika von Lengenfeld um 1112/19 an ihren Gemahl Otto V. von Scheyern und somit an die Wittelsbacher. Zudem wurden Besitzungen um Eschenbach, im Pegnitztal und im Veldensteiner Forst genannt, die zum Amt Thurndorf gehörten. 1318 verpfändete Kaiser Ludwig der Bayer Thurndorf und den Markt Eschenbach an Konrad von Schlüsselfeld. Unter den Burgmannen wurden 1318 die Kellner genannt, 1334 Konrad de Schlammersdorf.
In der ersten Hälfte des 14. Jahrhunderts wurde die Burg Thurndorf als Ganerbenburg umgebaut oder erweitert. Dort entstanden mehrere Burghuten für Burggrub, Ernstfeld, Eschenbach, Neuzirkendorf (heute Gemeindeteil von Kirchenthumbach), Naslitz (heute Gemeindeteil von Schlammersdorf), Zogenreuth (heute Gemeindeteil von Auerbach in der Oberpfalz), die aber weiterhin im Besitz des Landesherrn blieben, aber einzeln an Adelige (z. B. an die Familie von der Grün) vergeben wurden. Diese Burgmannen errichteten sich in der Vorburg von Thurndorf ihre Behausungen, ein Teil von ihnen wurde später „verbauert“, war also nicht immer in der Hand von adeligen Besitzern.

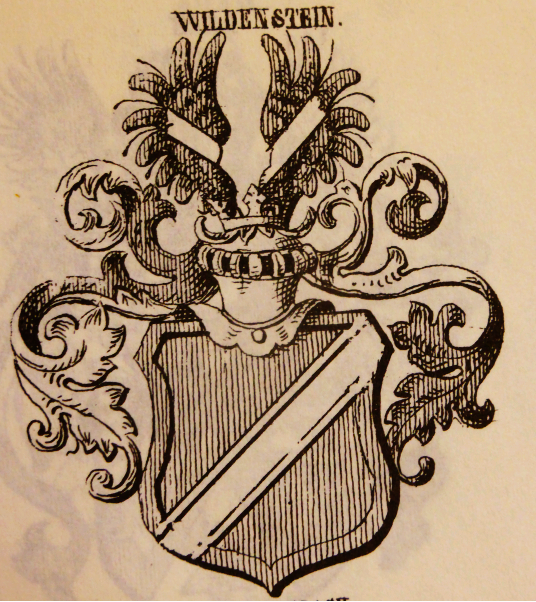
Wappen der Freiherrn von Wildenstein nach Siebmachers Wappenbuch

Mit dem Hausvertrag von Pavia vom 4. August 1329 fiel die Burg Thundorf an die rudolfinische Linie der Wittelsbacher. 1349 erhielt Dietrich von Wildenstein, Viztum des Pfalzgrafen Rudolf, Thurndorf als Lehen verliehen. Nach dem Tod von Ruprecht I. war Kaiser Karl IV. die Burg Thurndorf verpfändet worden. In dessen Zeit gehörten zum Amt Thurndorf 19 Burghuten, die im Wesentlichen der Alimentierung von Beamten dienten; die Burg hatte vermutlich keine militärische Bedeutung mehr (auch von den Hussiteneinfällen blieb sie verschont). Als Karl IV. zum Erwerb Brandenburgs die südliche Oberpfalz abstoßen musste, wurde Auerbach zur Hauptstadt des dort verbliebenen Landesteils für Neuböhmen ausgebaut. Die Bedeutung von Thurndorf ging massiv zurück (die Thurndorfer Bevölkerung musste etwa ihr Getreide am Auerbacher Wochenmarkt verkaufen).
Nach der Wahl von Ruprecht von der Pfalz zum römisch-deutschen König wurden 1400 die neuböhmischen Gebiete durch pfälzische Truppen erobert. Der Übergang in Thurndorf scheint problemlos und ohne Kriegsvorkommnisse vor sich gegangen zu sein, denn der König belehnte weiterhin die dort ansässigen Familien mit ihren Burggütern. Eingetretene Vakanzen nach der Flucht böhmischer Burghüter (Dislas von Beheim, Piozko der Beheim) dienten zur Ausstattung seiner Helfer. Das Amt Thurndorf, das nur noch aus dem landesherrlichen Teil der Burg und einigen Zugehörungen des Amtes bestand, wurde pfandweise 1402 an Ulrich den Pucher verliehen. Das Pfand scheint aber wieder ausgelöst worden zu sein, denn 1409 wurde es von Pfalzgraf Johann an einen anderen Günstling vergeben. Die Burghuten in Thurndorf wurden im 15. Jahrhundert wie privatrechtliche Besitztümer gehandelt. Hervorstechend ist dabei Hans von Wildenstein, der dort als Pfleger fungierte. Das ganze Amt Thurndorf kam als Morgengabe an die Gattin des Christoph von Pfalz-Neumarkt, Dorothea von Brandenburg-Kulmbach, aber unbeschadet der Rechte des Wildensteiners. 1453 gelangte der Besitz an Alexander von Wildenstein, pfälzischer Pfleger in Lauf an der Pegnitz. 1482 wurde ihm erlaubt, das ganze Schloss Thurndorf mitsamt den Burghuten als Lehen zu erwerben. Der Besitz ging dann an seine Tochter Christina von Wildenstein bzw. an deren Gatten Christoph von Lentersheim über. Aus der Erbmasse des kinderlos verstorbenen Paares erwarb Ludwig von Eyb, kurfürstlicher Landrichter und Pfleger von Auerbach, den Thundorfer Besitz, den er noch tatkräftig erweiterte. Aus dem Besitz der Familie von Eyb kaufte Alexander von Pflug, ebenfalls Landrichter zu Auerbach, den Besitz um 14.000 Gulden. Er erwarb die letzten noch freien Burghuten und vereinigte somit das ganze mittelalterliche Lehen wieder in einer Hand. 1577/80 wurde das Landsassiat an Alexander von Redwitz, Landrichter in Amberg weiterverkauft. Er und sein Sohn betrieben den Neubau eines Schlosses im Südwesten des Burgbezirks. Damit wurde die alte Burg aufgegeben, die Steine wurden für den Bau des neuen Schlosses und des neuen Kirchturms von Thurndorf verwendet. Von dem Abbruch betroffen waren der Palas der Burg und die oberen Geschosse des Turmes. Das Herrenhaus der Burg östlich der Kirche wurde zum Pfarrhaus. Der stauferzeitliche Turm, der an der Grenze zwischen dem herrschaftlichen Teil der Burg und den klein parzellierten Burggütern stand, wurde ein Stadel. Durch eine Brandkatastrophe von 1585 wurde der Bau weiter beschädigt. Zwischen 1960 und 1990 wurden die noch erhaltenen Turmgeschosse abgebrochen. Damit war der Großteil der obertägigen Bausubstanz durch die Besitzer und die Kirchenverwaltung vernichtet.

## Heutige Nutzung
Der ausgegrabene Turmstumpf ist im Friedhofsgelände von Thurndorf zu besichtigen; Teile der ergrabenen Burgreste mussten wieder zugeschüttet werden. Von der Burg existiert eine virtuelle Rekonstruktion. Das Wappen, ein Allianzwappen der Herren von Redwitz und der Herren von Schaumberg, wurde im Friedhofsbereich aufgestellt.

## Beschreibung
Wiederentdeckt wurden die Reste der Burg 1999 anlässlich der geplanten Erweiterung des Friedhofs bei der St.-Jacobus-Kirche in Thurndorf. Der Turmstumpf war in einen Stadel integriert und wurde überbaut. Zuerst hatten Einheimische versucht, die 3 bis 4 m aufragenden Burgreste mit Hilfe des Technischen Hilfswerkes abzutragen, was durch den Kreisheimatpfleger gestoppt wurde. Erste archäologische Untersuchungen erfolgten 2000 und 2002 unter der Leitung des Mittelalterarchäologen Mathias Hensch. Obwohl für 2004 eine weitere Grabung geplant war, ließ die Kirchenverwaltung einen Teil der archäologisch noch nicht untersuchten Flächen mit einem Bagger auskoffern und damit vernichten. Gegen diesen Verstoß gegen das Bayerische Denkmalschutzgesetz wurde Anklage erhoben; das Verfahren wurde jedoch von der Staatsanwaltschaft München wegen des „fehlenden öffentlichen Interesses an der Strafverfolgung“ im September 2004 eingestellt.
Im April 2012 führte die Regensburger Außenstelle des BLfD anlässlich der Fundamentsanierung der St.-Jacobus-Kirche eine „Baustellenbeobachtung“ durch, welche Befunde zu der frühen Entwicklung dieser Kirche erbrachte.
Im südlichen Teil des Burgareals wurden Grundmauern eines steinernen Gebäudes mit den Maßen 8 × 16 m gefunden. Darin wird das zentrale Bauwerk der Burg bis zum 12. Jahrhundert gesehen. Dieses Gebäude besaß eine etwa 2 m eingetieftes Souterraingeschoss, das man über eine Holztreppe erreichte und das zu einem vermuteten 2,8 m hohen Eingangsportal führte, von dem einzelne Laibungssteine und die Türschwelle aus Sandsteinquadern erhalten sind. Ein zweiter Eingang mit steinernen Stufen von Norden war 2 m breit.
Ab dem zweiten Viertel des 12. Jahrhunderts wurde an der höchsten Stelle der Bergkuppe ein Turm mit 10,7 × 10,7 m Grundfläche und einer lichten Weite im Innenraum von 3,5 auf 3,5 m errichtet. Das Untergeschoss war zur Bauzeit 1,5 m eingetieft. Die untersten Mauerabschnitte hatten eine Dicke von 3,56 m. Das zweischalige Mauerwerk kann auf die Zeit um 1140/50 datiert werden und besteht außen aus Buckelquadern mit einer Mauerfüllung in Opus-spicatum-Technik. Die Innenschale besteht aus langen Bossen mit glatten Oberflächen. Das Fundament aus drei Lagen ist um 10 cm breiter als das aufgehende Mauerwerk. Da der Ortsname Thurndorf bereits 1121 verwendet wurde, ist zu vermuten, dass es nicht der erste oder einzige Turm des Bauwerks war. Das Untergeschoss erhielt in einer jüngeren, aber noch mittelalterlichen Bauphase zwei übereinander liegende Gewölbe, wobei für die Auflagefläche mehrere Steinlagen der Innenschale in der Nord- und Südmauer auf die Hälfte ihrer Tiefe abgeschlagen wurden; um das Gewölbe zugänglich zu machen, wurde eine steile Kellertreppe eingebaut.
Unmittelbar nordöstlich (1,4 m Abstand) des Turms befand sich ein qualitätsvolles Quadergebäude aus Sandstein (Glattquader) mit etwa 30 Metern Länge, das der Palas der Burg gewesen sein kann. Das Mauerwerk war zweischalig, das Füllmauerwerk bestand aus Roteisen- und Kalksteinen, die mit Kalkmörtel ausgegossen wurden. Die Mauerstärke betrug 1,64 m im Fundamentbereich und 1,34 m im aufgehenden Bereich. Dieses hatte ein 0,4 m tieferes Fundament mit einer nach außen und innen vorspringenden Sockelzone. Aus einer gefundenen grünen Flachglasscheibe ist zu schließen, dass der Palas eine farbige Fensterverglasung besaß; eiserne Schindelnägel belegen eine Dachdeckung mit Schindeln. Es handelte sich um das bis zum 16. Jahrhundert erwähnte Amtsschloss von Thurndorf. Daneben blieb das zuerst erwähnte Gebäude weiter bestehen.
In das 12. Jahrhundert fiel der Neubau der Burgkapelle am Ostrand der Kernburg. Diese war ein 11 m langer und 8 m breiter Saalbau mit einem archäologisch nicht gesicherten eingezogenen Chor. Für diese Kirche wurde die Theophilus-Glocke aus der Werkstatt Wolfger gegossen, die sich jetzt in der heutigen Pfarrkirche befindet.
Gegen Ende des 12. Jahrhunderts wurde die Kernburg mit einer das Burgareal von Süden nach Norden querenden Mauer umschlossen, in die auch der Turm eingebunden war. Die Mauer hatte eine Stärke von etwa 1,5 m im Fundament und 1,2 m im aufgehenden Mauerwerk. Die Mauer endete 2 m südlich des Turmes und ließ Platz für ein Tor. Die Ringmauer und das Tor bestanden weiter. Unmittelbar östlich des Turmes wurden die Reste einer Feuer- oder Herdstelle gefunden, die vermutlich in einem hölzernen Gebäude untergebracht war.